# 재클린 오브라더스
재클린 오브라더스(Jacqueline Obradors, 1966년 10월 6일 ~ )는 미국의 배우이다.

## 출연 작품
- 팜스프링스 (2020년) - 피아 역